# Campionato mondiale per club FIVB 2017 (maschile)
Il campionato mondiale per club FIVB 2017 si è svolto dal 12 al 17 dicembre 2017 a Cracovia, Łódź e Opole, in Polonia: al torneo hanno partecipato otto squadre di club e la vittoria finale è andata per la prima volta allo Zenit-Kazan.

## Regolamento

### Formula
Le squadre hanno disputato una prima fase a gironi con formula del girone all'italiana; al termine della prima fase le prime due classificate di ogni girone hanno acceduto alla fase finale, strutturata in semifinali, finale per il terzo posto e finale.

### Criteri di classifica
Se il risultato finale è stato di 3-0 o 3-1 sono stati assegnati 3 punti alla squadra vincente e 0 a quella sconfitta, se il risultato finale è stato di 3-2 sono stati assegnati 2 punti alla squadra vincente e 1 a quella sconfitta.
L'ordine del posizionamento in classifica è stato definito in base a:
- Numero di partite vinte;
- Punti;
- Ratio dei set vinti/persi;
- Ratio dei punti realizzati/subiti;
- Risultati degli scontri diretti.

## Squadre partecipanti
| Squadra        | Qualificazione                              | Ultima partecipazione                  |
| -------------- | ------------------------------------------- | -------------------------------------- |
| Bolívar        | Campione Liga Argentina de Voleibol 2016-17 | Campionato mondiale per club FIVB 2016 |
| Sada           | 1ª al campionato sudamericano per club 2017 | Campionato mondiale per club FIVB 2016 |
| Shanghai       | Wild card                                   | Debutto                                |
| Sarmayeh Bank  | 1ª al campionato asiatico per club 2016     | Debutto                                |
| Lube           | Campione Serie A1 2016-17                   | Debutto                                |
| Skra Bełchatów | Wild card                                   | Campionato mondiale per club FIVB 2012 |
| ZAKSA          | Squadra organizzatrice                      | Debutto                                |
| Zenit-Kazan    | 1ª alla CEV Champions League 2016-17        | Campionato mondiale per club FIVB 2016 |

## Torneo

### Fase a gironi
| Girone A      | Girone B       |
| ------------- | -------------- |
| Sada          | Bolívar        |
| Sarmayeh Bank | Shanghai       |
| Lube          | Skra Bełchatów |
| ZAKSA         | Zenit-Kazan    |

#### Girone A

##### Risultati
| 12 dicembre 2017 Hala Okrąglak, Opole Durata: 2h:20 - Spettatori: 2 800 | ZAKSA         | 3 - 2 | Sarmayeh Bank | 19-25, 20-25, 25-16, 31-29, 17-15 |
| 12 dicembre 2017 Hala Okrąglak, Opole Durata: 1h:18 - Spettatori: 2 500 | Sada          | 0 - 3 | Lube          | 21-25, 16-25, 18-25               |
| 13 dicembre 2017 Hala Okrąglak, Opole Durata: 2h:19 - Spettatori: 3 300 | ZAKSA         | 2 - 3 | Lube          | 25-23, 21-25, 25-23, 21-25, 16-18 |
| 13 dicembre 2017 Hala Okrąglak, Opole Durata: 1h:23 - Spettatori: 2 900 | Sarmayeh Bank | 0 - 3 | Sada          | 23-25, 20-25, 22-25               |
| 14 dicembre 2017 Hala Okrąglak, Opole Durata: 1h:29 - Spettatori: 3 300 | ZAKSA         | 0 - 3 | Sada          | 13-25, 30-32, 20-25               |
| 14 dicembre 2017 Hala Okrąglak, Opole Durata: 1h:25 - Spettatori: 2 700 | Lube          | 3 - 0 | Sarmayeh Bank | 26-24, 25-17, 25-23               |

##### Classifica
| Pos | Squadra       | Pt | G | V | P | SV | SP | Ratio | PF  | PS  | Ratio |
| --- | ------------- | -- | - | - | - | -- | -- | ----- | --- | --- | ----- |
| 1.  | Lube          | 8  | 3 | 3 | 0 | 9  | 2  | 4,500 | 265 | 227 | 1,167 |
| 2.  | Sada          | 6  | 3 | 2 | 1 | 6  | 3  | 2,000 | 212 | 203 | 1,044 |
| 3.  | ZAKSA         | 3  | 3 | 1 | 2 | 5  | 8  | 0,625 | 283 | 306 | 0,924 |
| 4.  | Sarmayeh Bank | 1  | 3 | 0 | 3 | 2  | 9  | 0,222 | 239 | 263 | 0,908 |

#### Girone B

##### Risultati
| 12 dicembre 2017 Atlas Arena, Łódź Durata: 1h:16 - Spettatori: 1 285 | Zenit-Kazan    | 3 - 0 | Bolívar     | 25-20, 25-19, 25-17               |
| 12 dicembre 2017 Atlas Arena, Łódź Durata: 1h:12 - Spettatori: 2 665 | Skra Bełchatów | 3 - 0 | Shanghai    | 25-18, 25-19, 25-21               |
| 13 dicembre 2017 Atlas Arena, Łódź Durata: 1h:09 - Spettatori: 1 822 | Zenit-Kazan    | 3 - 0 | Shanghai    | 25-15, 25-16, 25-21               |
| 13 dicembre 2017 Atlas Arena, Łódź Durata: 1h:44 - Spettatori: 3 726 | Skra Bełchatów | 3 - 1 | Bolívar     | 23-25, 25-15, 25-21, 25-19        |
| 14 dicembre 2017 Atlas Arena, Łódź Durata: 1h:58 - Spettatori: 2 487 | Shanghai       | 3 - 2 | Bolívar     | 22-25, 25-20, 23-25, 25-18, 15-13 |
| 14 dicembre 2017 Atlas Arena, Łódź Durata: 1h:26 - Spettatori: 6 054 | Skra Bełchatów | 0 - 3 | Zenit-Kazan | 27-29, 20-25, 16-25               |

##### Classifica
| Pos | Squadra        | Pt | G | V | P | SV | SP | Ratio | PF  | PS  | Ratio |
| --- | -------------- | -- | - | - | - | -- | -- | ----- | --- | --- | ----- |
| 1.  | Zenit-Kazan    | 9  | 3 | 3 | 0 | 9  | 0  | MAX   | 229 | 171 | 1,339 |
| 2.  | Skra Bełchatów | 6  | 3 | 2 | 1 | 6  | 4  | 1,500 | 236 | 217 | 1,087 |
| 3.  | Shanghai       | 2  | 3 | 1 | 2 | 3  | 8  | 0,375 | 220 | 251 | 0,876 |
| 4.  | Bolívar        | 1  | 3 | 0 | 3 | 3  | 9  | 0,333 | 237 | 283 | 0,837 |

### Fase finale
|  | Semifinali | Semifinali     | Semifinali |                 |    | Finale | Finale         | Finale |
|  |            |                |            |                 |    |        |                |        |
|  | 1A         | Lube           | 3          |                 |    |        |                |        |
|  | 1A         | Lube           | 3          |                 |    |        |                |        |
|  | 2B         | Skra Bełchatów | 0          |                 |    |        |                |        |
|  | 2B         | Skra Bełchatów | 0          |                 | 1A | Lube   | 0              |        |
|  |            |                |            |                 | 1A | Lube   | 0              |        |
|  |            |                |            |                 |    | 1B     | Zenit-Kazan    | 3      |
|  | 2A         | Sada           | 0          |                 |    | 1B     | Zenit-Kazan    | 3      |
|  | 2A         | Sada           | 0          |                 |    |        |                |        |
|  | 1B         | Zenit-Kazan    | 3          |                 |    |        |                |        |
|  | 1B         | Zenit-Kazan    | 3          | Finale 3° posto |    |        |                |        |
|  |            |                |            |                 |    |        |                |        |
|  |            |                |            |                 |    | 2B     | Skra Bełchatów | 0      |
|  |            |                |            |                 |    | 2B     | Skra Bełchatów | 0      |
|  |            |                |            |                 |    | 2A     | Sada           | 3      |

#### Semifinali
| 16 dicembre 2017 Kraków Arena, Cracovia Durata: 1h:23 - Spettatori: 4 013 | Lube | 3 - 0 | Skra Bełchatów | 25-23, 25-23, 25-23 |
| 16 dicembre 2017 Kraków Arena, Cracovia Durata: 1h:25 - Spettatori: 3 500 | Sada | 0 - 3 | Zenit-Kazan    | 23-25, 19-25, 18-25 |

#### Finale 3º posto
| 17 dicembre 2017 Kraków Arena, Cracovia Durata: 1h:10 - Spettatori: 4 500 | Skra Bełchatów | 0 - 3 | Sada | 19-25, 18-25, 13-25 |

#### Finale
| 17 dicembre 2017 Kraków Arena, Cracovia Durata: 1h:28 - Spettatori: 5 558 | Lube | 0 - 3 | Zenit-Kazan | 25-27, 22-25, 22-25 |

## Classifica finale
| Pos | Squadre        |
| --- | -------------- |
|     | Zenit-Kazan    |
|     | Lube           |
|     | Sada           |
| 4   | Skra Bełchatów |
| 5   | Shanghai       |
| 5   | ZAKSA          |
| 7   | Bolívar        |
| 7   | Sarmayeh Bank  |

## Premi individuali
| Premio                | Nome               | Squadra     |
| --------------------- | ------------------ | ----------- |
| MVP                   | Osmany Juantorena  | Lube        |
| Miglior palleggiatore | Aleksandr But'ko   | Zenit-Kazan |
| Miglior opposto       | Cvetan Sokolov     | Lube        |
| Miglior schiacciatore | Yoandy Leal        | Sada        |
| Miglior schiacciatore | Wilfredo León      | Zenit-Kazan |
| Miglior centrale      | Aleksej Samojlenko | Zenit-Kazan |
| Miglior centrale      | Robertlandy Simón  | Sada        |
| Miglior libero        | Jenia Grebennikov  | Lube        |